# Pietro Salini
Pietro Salini (Roma, 29 marzo 1958) è un imprenditore e dirigente d'azienda italiano Da luglio 2012 è amministratore delegato di Webuild, colosso nel settore delle costruzioni nato dalla fusione delle due società Salini e Impregilo.

## Biografia
Nato a Roma nel 1958, Pietro Salini proviene da una famiglia con una lunga storia nel settore delle costruzioni. 
Dopo la laurea in Economia e Commercio presso l'Università La Sapienza di Roma, nel 1985 inizia il suo percorso imprenditoriale nella storica azienda di famiglia, dove ricopre ruoli di crescente responsabilità fino a diventarne Amministratore Delegato.  

## Carriera
Nel 1994 Pietro Salini viene nominato Amministratore Delegato della Salini Costruttori, società fondata dal nonno Pietro Salini e specializzata nella costruzione di infrastrutture.
Alla guida dell'azienda di famiglia, ne avvia un percorso di crescita per linee esterna che inizia nel 2009 con l'acquisizione di Todini Costruzioni Generali SpA (prima 60% poi 77,71%), azienda di cui diventa Amministratore Delegato nel 2010. L'operazione trasforma Salini Costruttori nel terzo gruppo italiano del settore costruzioni, dopo Astaldi e Impregilo.
Dopo l'acquisizione della Todini Costruzioni, Pietro Salini guida un nuovo progetto di crescita aziendale per linee esterne. Inizia con l'acquisto di azioni sul mercato che portano il Gruppo Salini nel capitale sociale di Impregilo SpA e, raggiunta la soglia del 15%, presenta ai soci di Impregilo il Progetto Campione Nazionale.
Nel 2012 è nominato Amministratore Delegato della Impregilo SpA (oggi Webuild) a seguito di una sollecitazione di deleghe di voto e un confronto assembleare, volto a sostituire la vecchia governance di Impregilo. Nel 2013 in seguito ad azione di OPA il Gruppo Salini raggiunge il 92% del controllo di Impregilo e avvia il progetto di fusione per incorporazione di Salini in Impregilo.
Sotto la sua guida nasce nel 2014 il gruppo industriale Salini Impregilo, nel 2020 ridenominato Webuild dopo l’integrazione di Astaldie l’ingresso di CDP Equity e di istituti finanziari italiani nell’azionariato del Gruppo.

## Altre cariche aziendali e incarichi
Pietro Salini è anche membro del Consiglio Direttivo di Assonime, del Consiglio Direttivo di Confindustria e del Consiglio di Amministrazione dell’Ispi (Istituto per gli Studi di Politica Internazionale). 

## Onorificenze
L'11 dicembre 2013 Pietro Salini ha ricevuto il premio Tiepolo.